# ㅼ
ㅼは、ハングルを構成する子音字母のひとつ。現在は使用されない古いハングル字母であり、ㅅとㄷを組み合わせて作られている。ㅅ系合用並書の字母の一つとして初声に用いられた。中期朝鮮語では、通説ではㄷの濃音（現在のㄸに相当）を表したとされているが、複合子音[st]を表したとする説もあり、いまだ決着が付いていない。近代朝鮮語ではㄷの濃音を表していたとされる。